# 士林夜市
士林夜市（しりんよいち）は、台湾台北市士林区にある観光夜市である。

## 概要

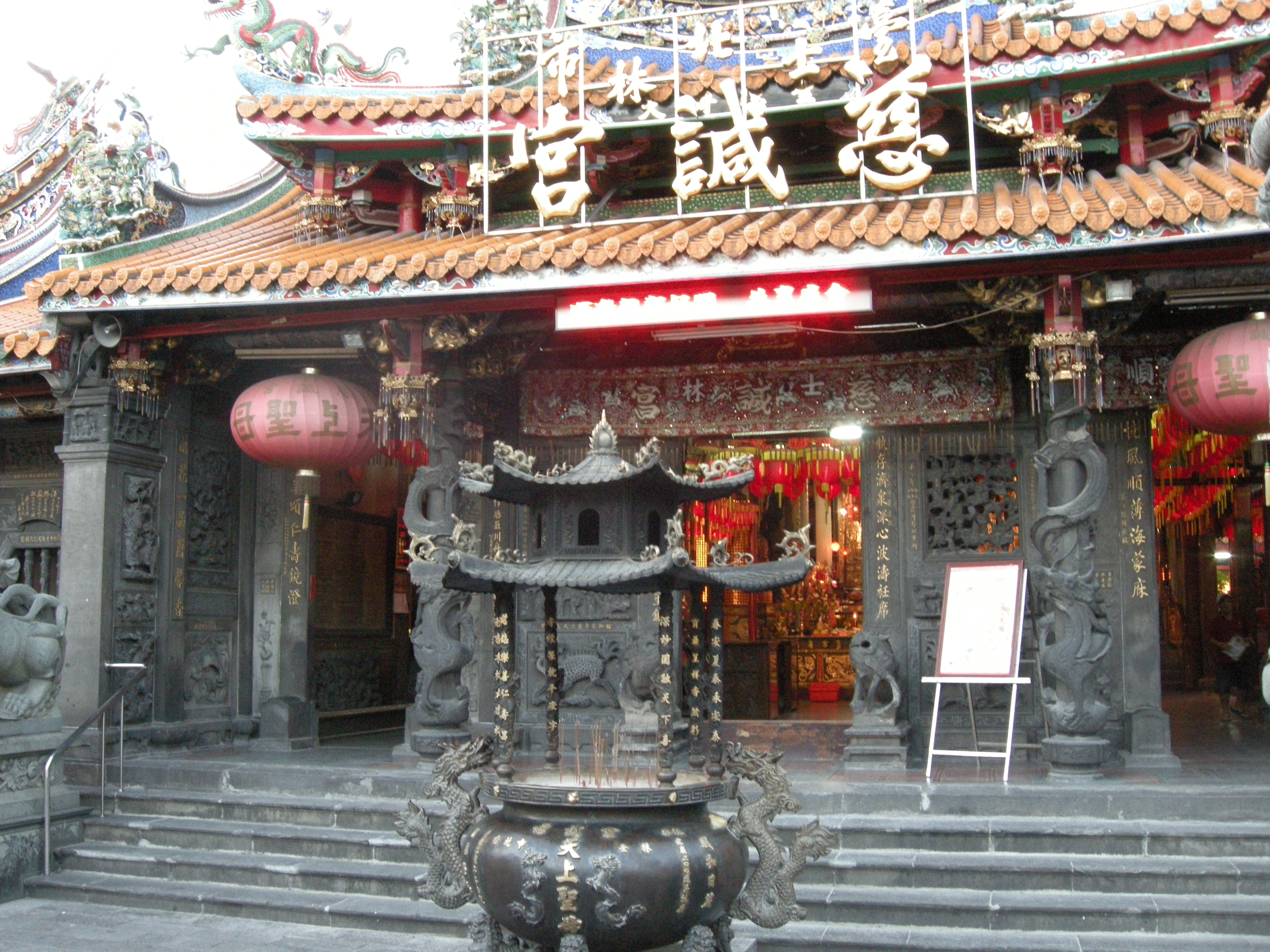
慈諴宮

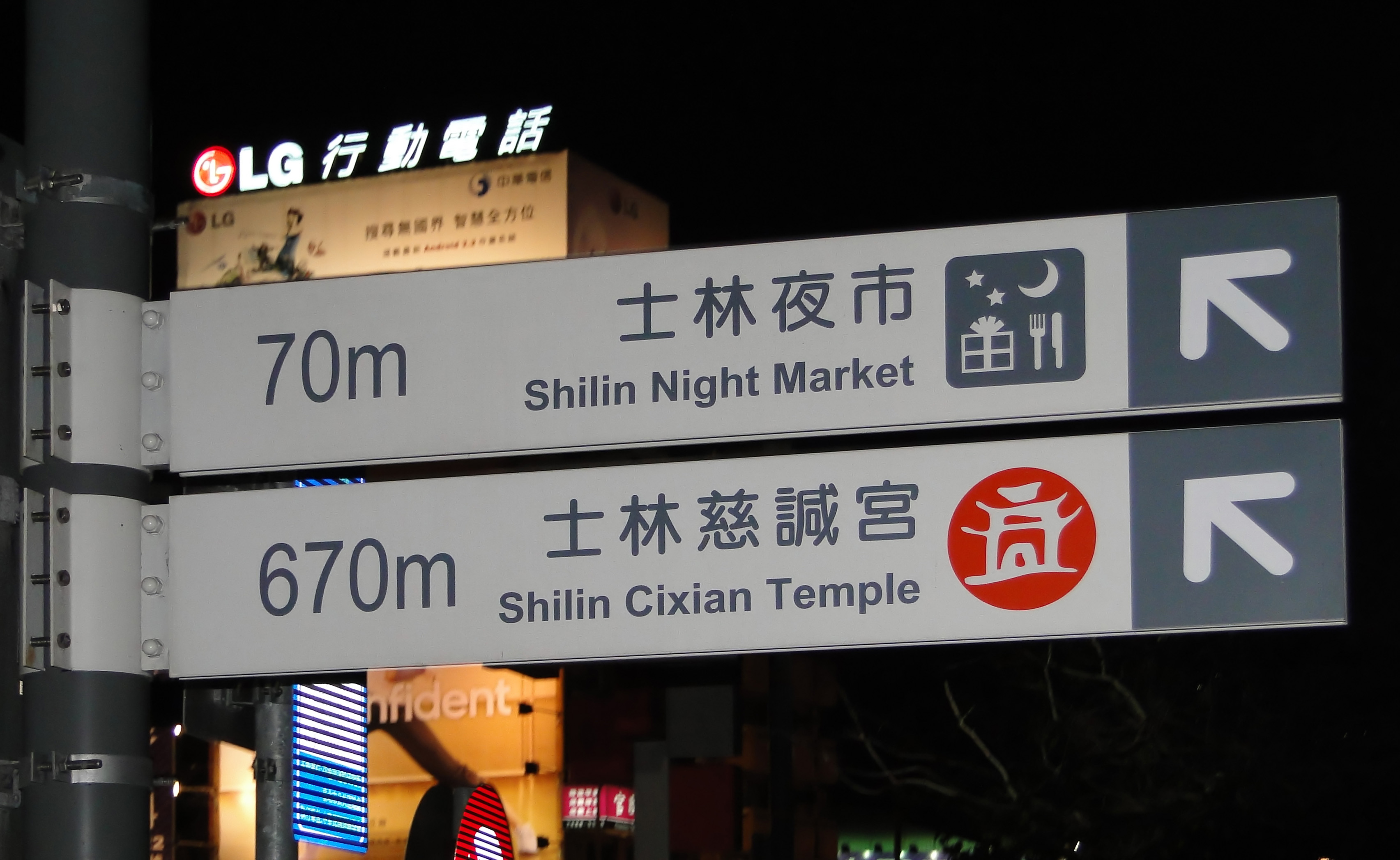
士林夜市入口

夜市の名が示すように夕方になると常設店舗の前などの路上に小吃と呼ばれる飲食物や衣料品、生活雑貨、遊戯などの様々な屋台が所狭しと出店し、多くの来客で賑わう。日本人観光客も多く訪れることから、多くの店では日本語が通じ、日本語のメニューも用意されている。
元々このエリアは、基隆河を介して艋舺や大稻埕へ士林近辺の農産物を輸送する交易の場として栄えていた。最初は媽祖を祀った「慈諴宮」の門前の広場に夜市が立っていたが、日本統治時代の1909年に「士林市場」が作られると従来の夜市のエリアに加え、市場の場外にも夜市が展開するようになった。
士林市場は、1909年開場の施設の老朽化による衛生上・安全上の問題があったため、台北市政府は大規模改修をするため、2002年10月14日に同市場を閉鎖し、代替施設として剣潭駅前に「士林臨時市場」が設置された。臨時市場は2002年11月25日に営業開始し、士林市場にあった飲食店の多くが臨時市場に移転した。
2011年12月25日に、従来の士林市場を改修・拡大した「新士林市場」が開業し、昔ながらの雰囲気をそのままに、安全で衛生的な環境で食べ歩きやショッピングが楽しめるようになった。
新士林市場の地上階は、ショッピングエリアになっていて、多くの土産物店が軒を連ねている。夜市の楽しみの一つでもあるゲームコーナーも、地上階に点在している。地下は屋台が集中する美食街となっていて、冷房も完備されている。

## 代表的な屋台メニュー
- 小籠包
- 蚵仔煎（牡蠣入りのオムレツ）
- 大鶏排（人の顔ほどの大きさのあるフライドチキン）
- 胡椒餅
- 生煎包（焼き小籠包）
- 魯肉飯
- 牛肉麺
- 大阪焼（お好み焼き）
- 大腸包小腸（もち米の腸詰でソーセージを挟んだ、台湾のホットドッグ）
- 臭豆腐
- 天婦羅
- 愛玉子
- タピオカティー

## 交通アクセス
MRT
- 台北捷運淡水線（2号線）剣潭駅出口1より徒歩2分。